# یوکی ایواتا
یوکی ایواتا (انگلیسی: Yuki Iwata؛  – ) کارگردان فیلم، فیلم‌نامه‌نویس، و تصویرگر اهل ژاپن بود.